# Guldbaggegalan 1998
Den 33:e Guldbaggegalan, som belönade svenska filmer från 1997, sändes från Blå hallen i Stadshuset, Stockholm den 9 februari 1998.

## Vinnare och nominerade
Vinnarna listas i fetstil.
| Bästa film | Bästa regi |
| --- | --- |
| - Tic Tac – Katinka Faragó - Adam & Eva – Waldemar Bergendahl - Spring för livet – Göran Lindström             | - Daniel Alfredson – Tic Tac - Hannes Holm och Måns Herngren – Adam & Eva - Christina Olofson – Sanning eller konsekvens |
| Bästa manliga huvudroll                                                                                        | Bästa kvinnliga huvudroll                                                                                                |
| - Göran Stangertz – Spring för livet - Jakob Eklund – Spring för livet - Björn Kjellman – Adam & Eva           | - Johanna Sällström – Under ytan - Lena Endre – Spring för livet - Camilla Lundén – Spring för livet                     |
| Bästa manliga biroll                                                                                           | Bästa kvinnliga biroll                                                                                                   |
| - Emil Forselius – Tic Tac - Jacob Ericksson – Adam & Eva - Krister Henriksson – Slutspel                      | - Tintin Anderzon – Adam & Eva - Lena Endre – Svenska hjältar - Gerd Hegnell – Rika barn leka bäst                       |
| Bästa manuskript                                                                                               | Bästa foto |
| - Annika Thor – Sanning eller konsekvens - Hannes Holm och Måns Herngren – Adam & Eva - Hans Renhäll – Tic Tac | - Jens Fischer – Under ytan - Per Källberg – Jag är din krigare - Esa Vuorinen – Svenska hjältar                         |
| Bästa utländska film                                                                                           | Bästa kortfilm |
| - The Ice Storm – Ang Lee - Brassed Off – Mark Herman - Ett löfte – Bröderna Dardenne                          | - Hem ljuva hem – Ulla-Carin Grafström - The Stars We Are – Mia Engberg - Som om ... tiden stått still – Bengt Steiner   |
| Kreativa insatser                                                                                              | Ingmar Bergman-priset |
| - Stefan Nilsson                                                                                               | - Agneta Fagerström-Olsson                                                                                               |